# KF 발카니
KF 발카니(알바니아어: Klubi Futbollistik Ballkani)는 코소보 수바레카를 연고로 하는 코소보의 프로 축구 클럽이다. 현재 코소보의 최상위 리그인 코소보 수페르리가에 참가하고 있다.
2022년 8월 25일 발카니는 북마케도니아의 클럽인 슈쿠피를 꺾고 유로파컨퍼런스리그 조별 리그 단계에 진출하며 UEFA 유럽대항전 조별 리그 단계에 진출한 첫 코소보 팀이 되었다.

## 역사
발카니는 1947년 '리니아'라는 이름으로 창단되었다. 1952년, 클럽은 공식 대회에 참가하기 시작했다. 1965년에 수바레카 고무 화학 공업이 클럽을 인수하면서 KF 리니아에서 KF 발카니로 이름을 변경하였다.
발카니는 1973-74 시즌에 유고슬라비아 리그 시스템의 일부인 코소보 프로빈셜리그로 승격되었다. 그들은 곧 강등되었지만 1977년에 복귀하였고, 이후 1990년대까지 리그에 잔류하였다. 발카니는 코소보에서 유고슬라비아가 관리하는 리그 시스템을 떠난 최초의 클럽 중 하나였으며 2000년까지 공식적으로 인정되지 않은 코소보 퍼스트리그에서 뛰었다.
코소보 축구 연맹이 조직한 리그에서 발카니는 스투덴찬에서 리리아와 첫 경기를 치렀다.

## 우승 기록
- 코소보 수페르리가

● 우승 (3): 2021-22, 2022-23, 2023-24
- 코소보 슈퍼컵

● 우승 (2): 2023'

## 선수 명단

### 현역
- 첸드림 지바(2022 ~ )
- 에드빈 쿠치(2019 ~ )